# Microcharon orghidani
Microcharon orghidani är en kräftdjursart som beskrevs av Serban 1964. Microcharon orghidani ingår i släktet Microcharon och familjen Microparasellidae. Inga underarter finns listade i Catalogue of Life.